# Universidade Católica do Norte
A Universidade Católica do Norte é uma instituição privada de direito público pertencente a Igreja Católica e membro do Conselho de Reitores das Universidades Chilenas, sendo uma das seis universidades católicas tradicionais do Chile. Sua Casa Central está localizada na cidade de Antofagasta, Chile e conta com variadas instalações ao longo do norte chileno.